# Gafarró capnegre
El gafarró capnegre (Serinus nigriceps) és un ocell de la família dels fringíl·lids (Fringillidae).

## Hàbitat i distribució
Habita vegetació de muntanya a l'oest i centre de Etiòpia i Eritrea.